# Li Ting (plongeon)
 (août 2011).
Si vous disposez d'ouvrages ou d'articles de référence ou si vous connaissez des sites web de qualité traitant du thème abordé ici, merci de compléter l'article en donnant les références utiles à sa vérifiabilité et en les liant à la section « Notes et références ».
Pour les articles homonymes, voir Li Ting.
Dans ce nom, le nom de famille, Li, précède le nom personnel.
Li Ting est une plongeuse chinoise née le 1er avril 1987 à Lingui.

## Palmarès

### Jeux olympiques
- Jeux olympiques de 2004 à Athènes  Grèce :
  -  Médaille d'or au plongeon synchronisé à 10 m (avec Lao Lishi).

### Championnats du monde
- Championnats du monde de 2003 à Barcelone  Espagne :
  -  Médaille d'or au plongeon synchronisé à 10 m (avec Lao Lishi).
- Championnats du monde de 2005 à Montréal  Canada :
  -  Médaille d'or au plongeon synchronisé à 3 m (avec Guo Jingjing).

### Jeux asiatiques
- Jeux asiatiques de 2002 à Busan  Corée du Sud :
  -  Médaille d'or au plongeon synchronisé à 10 m (avec Duan Qing).
- Jeux asiatiques de 2006 à Doha  Qatar :
  -  Médaille d'or au plongeon synchronisé à 3 m (avec Guo Jingjing).

### Universiades
- Universiades de 2005 à Izmir  Corée du Sud :
  -  Médaille d'or au plongeon synchronisé à 10 m (avec Mo Hanna).
  -  Médaille d'or au plongeon synchronisé à 3 m (avec Guo Jingjing).
  -  Médaille d'or au plongeon à 10 m.
- Universiades de 2007 à Bangkok  Thaïlande :
  -  Médaille d'or au plongeon à 3 m.